# Curtitoma fiora
Curtitoma fiora é uma espécie de gastrópode do gênero Curtitoma, pertencente à família Mangeliidae.